# Michał Graff
Michał Stanisław Graff (ur. 28 września 1896 w Przeworsku, zm. 7 sierpnia 1971 w Szczecinie) – kapitan żandarmerii Wojska Polskiego i nadkomisarz Policji Państwowej.

## Życiorys
Urodził się 28 września 1896 w Przeworsku, w rodzinie Henryka . Kształcił się w c. k. Gimnazjum w Jarosławiu, będąc w V klasie 14 maja 1913 wystąpił ze szkoły.
Od 1914 walczył w szeregach Legionów Polskich. Od 14 stycznia do 14 maja był słuchaczem II kursu Szkoły Podchorążych. Następnie pełnił służbę w 2 pułku piechoty. 21 czerwca 1916 został ranny w bitwie pod Gruziatynem na Wołyniu. 1 lipca 1916 awansował na chorążego piechoty. W lipcu 1917, po kryzysie przysięgowym, pozostał w Polskim Korpusie Posiłkowym. Awansował na podporucznika i został dowódcą plutonu w 9 kompanii 2 pułku piechoty. 16 lutego 1918, po bitwie pod Rarańczą, został aresztowany i internowany w Marmarosz-Sziget .
1 czerwca 1921 pełnił służbę w 6 Dywizjonie Żandarmerii Wojskowej. 3 maja 1922 został zweryfikowany w stopniu kapitana ze starszeństwem z 1 czerwca 1919 i 69. lokatą w korpusie oficerów żandarmerii. Pełnił wówczas służbę w 10 Dywizjonie Żandarmerii w Przemyślu. Z dniem 29 lutego 1924 został przeniesiony do rezerwy na własną prośbę. Posiadał przydział w rezerwie do 10 Dywizjonu Żandarmerii.
Po zwolnieniu z czynnej służby wojskowej został kierownikiem Oddziału Informacyjnego przy Delegaturze Rządu w Wilnie, a po reorganizacji oddziału w Okręgowy Urząd Policji Politycznej został jego naczelnikiem w stopniu komisarza. W 1926 został przeniesiony na stanowisko oficera inspekcyjnego Komendy Wojewódzkiej Policji Państwowej w Wilnie. Na przełomie lat 20. i 30. XX wieku pełnił obowiązki na stanowisku komendanta powiatowego Policji Państwowej w Tarnobrzegu. 
Komitet Krzyża i Medalu Niepodległości dwukrotnie odrzucił wniosek o przyznanie mu Krzyża Niepodległości (na posiedzeniu 25 czerwca 1930 i na posiedzeniu 20 czerwca 1933 „z powodu ujemnej opinii”).
Na początku lat 30. został zatrudniony w Samodzielnym Referacie Informacyjnym Dowództwa Okręgu Korpusu Nr II w Lublinie na stanowisku kierownika Referatu Agentury, a następnie kierownika Referatu Kontrwywiadowczego i Narodowościowo-Politycznego. W 1934 jako kapitan rezerwy żandarmerii pozostawał w ewidencji Powiatowej Komendy Uzupełnień Lublin Miasto. Posiadał przydział do Oficerskiej Kadry Okręgowej Nr II. Był wówczas w dyspozycji dowódcy Okręgu Korpusu Nr II.
W 1940 został aresztowany przez NKWD na terenie obwodu winnickiego . Następnie został zesłany do GUŁagu w pobliżu Kandałakszy. W 1942, po zwolnieniu z obozu, został przyjęty do Polskich Sił Zbrojnych w ZSRR i przydzielony do 8 Dywizji Piechoty na stanowisko jako oficera informacyjnego. Po rozformowaniu dywizji pełnił służbę w Palestynie w Oddziale II Dowództwa Jednostek Terytorialnych na Bliskim Wschodzie.
W marcu 1948 roku wrócił do kraju, a następnym miesiącu przeniósł się z rodziną do Szczecina, gdzie znalazł zatrudnienie w Szczecińskim Urzędzie Morskim na stanowisku kierownika Działu Planowania.
28 stycznia 1953 roku został zatrzymany przez funkcjonariuszy Urzędu Bezpieczeństwa, aresztowany, a 9 stycznia 1954 roku oskarżony o popełnienie przestępstwa określonego w art. 3 Dekretu o odpowiedzialności za klęskę wrześniową i faszyzację życia państwowego z 22 stycznia 1946 roku, to jest o to, że „w okresie od stycznia 1924 roku do września 1939 roku na terenie Wilna, Tarnobrzega i Lublina, idąc na rękę ruchowi faszystowskiemu, działał w zakresie rozstrzygania w sprawach publicznych na szkodę Narodu Polskiego przez to, że jako naczelnik Okręgowy Urzędu Policji Politycznej, komendant powiatowy PP w Tarnobrzegu, a następnie kierownik referatu narodowościowo-politycznego Sam. Ref. Inf. DOK II kierował pracą i wydawał polecenia podległym mu funkcjonariuszom policji politycznej i pracownikom referatu narodowościowo-politycznego w zakresie nasyłania konfidentów i prowokatorów do ruchu komunistycznego i rozpracowania terenowych ogniw KPP, KPZB, KPZU i MOPR oraz kierował i instruował podległy mu aparat w zwalczaniu i gnębieniu narodowowyzwoleńczego ruchu białoruskiego przez KPZB”. 15 marca 1954 roku wyrokiem Wydziału IV Sądu Wojewódzkiego dla m.st. Warszawy został skazany na karę 6 lat pozbawienia wolności, która na mocy amnestii z 22 lutego 1947 roku została złagodzona o połowę. 25 lutego 1955 roku rozpoczął przerwę w odbywaniu kary, po której nie trafił już za kraty. Po opuszczeniu więzienia w Warszawie zamieszkał ponownie w Szczecinie i znalazł zatrudnienie w filharmonii szczecińskiej, w charakterze odźwiernego. Zmarł 7 sierpnia 1971 roku w Szczecinie. Pochowany na cmentarzu Centralnym (kwatera 46B, rząd 12).
Żonaty z Zofią z domu Gwoźdź, z którą miał córkę Olgę, po mężu Gawłowską.

## Odznaczenia
- Krzyż Walecznych[23][24]